# Chlotrudis Awards/Bester Film
Seit 1995 wird bei den Chlotrudis Awards der Beste Film geehrt.

## Ausgezeichnete Filme
| Jahr | Film | Regisseur                                   | Weitere Nominierte |
| ---- | --- | ------------------------------------------- | --- |
| 1995 | Priscilla – Königin der Wüste                                                                                    | Stephan Elliott                             | Bullets Over Broadway von Woody Allen Betty und ihre Schwestern von Gillian Armstrong Pulp Fiction von Quentin Tarantino Vanja auf der 42. Straße von Louis Malle                                                                                           |
| 1996 | Dead Man Walking – Sein letzter Gang                                                                             | Tim Robbins                                 | Amateur von Hal Hartley Ein Schweinchen namens Babe von Chris Noonan Jeffrey von Christopher Ashley Das Geheimnis des Seehund-Babys von John Sayles Sinn und Sinnlichkeit von Ang Lee                                                                       |
| 1997 | Sling Blade – Auf Messers Schneide                                                                               | Billy Bob Thornton                          | Beautiful Thing von Hettie MacDonald Big Night von Campbell Scott und Stanley Tucci Fargo von Ethan und Joel Coen Marvins Töchter von Jerry Zaks Lügen und Geheimnisse von Mike Leigh                                                                       |
| 1998 | L.A. Confidential                                                                                                | Curtis Hanson                               | Ganz oder gar nicht von Peter Cattaneo Hollow Reed – Lautlose Schreie von Angela Pope Shall we dance? von Masayuki Suo Das süße Jenseits von Atom Egoyan The Winter Guest von Alan Rickman                                                                  |
| 1999 | Gods and Monsters                                                                                                | Bill Condon                                 | Elizabeth von Shekhar Kapur Happiness von Todd Solondz High Art von Lisa Cholodenko Das Leben ist schön von Roberto Benigni The Opposite of Sex – Das Gegenteil von Sex von Don Roos                                                                        |
| 2000 | Magnolia | Paul Thomas Anderson                        | After Life – Nach dem Leben von Hirokazu Koreeda American Beauty von Sam Mendes Being John Malkovich von Spike Jonze Boys Don’t Cry von Kimberly Peirce Der Gigant aus dem All von Brad Bird Rushmore von Wes Anderson Winslow Boy von David Mamet          |
| 2001 | Requiem for a Dream                                                                                              | Darren Aronofsky                            | Der Fremdenlegionär von Claire Denis Tiger and Dragon von Ang Lee Dancer in the Dark von Lars von Trier The Five Senses von Jeremy Podeswa Judy Berlin von Eric Mendelsohn Traffic – Macht des Kartells von Steven Soderbergh                               |
| 2002 | In the Mood for Love und Mulholland Drive – Straße der Finsternis Publikumspreis: Die fabelhafte Welt der Amélie | Wong Kar-Wai David Lynch Jean-Pierre Jeunet | Amores Perros von Alejandro González Iñárritu Der Kreis von Jafar Panahi In the Bedroom von Todd Field Memento von Christopher Nolan Yi Yi – A One and a Two von Edward Yang                                                                                |
| 2003 | Dem Himmel so fern Publikumspreis: Punch-Drunk Love                                                              | Todd Haynes Paul Thomas Anderson            | Thirteen Conversations About One Thing von Jill Sprecher Donnie Darko von Richard Kelly Die Klavierspielerin von Michael Haneke Long Walk Home von Phillip Noyce Y Tu Mamá También – Lust for Life von Alfonso Cuarón                                       |
| 2004 | Lost in Translation                                                                                              | Sofia Coppola                               | 28 Days Later von Danny Boyle American Splendor von Shari Springer Berman und Robert Pulcini Lilja 4-ever von Lukas Moodysson Spellbound von Jeffrey Blitz Station Agent von Tom McCarthy Das große Rennen von Belleville von Sylvain Chomet                |
| 2005 | Trilogie: Après la vie – Nach dem Leben und Frühling, Sommer, Herbst, Winter… und Frühling                       | Lucas Belvaux Kim Ki-duk                    | La mala educación – Schlechte Erziehung von Pedro Almodóvar Goodbye, Dragon Inn von Tsai Ming-liang Last Life in the Universe von Pen-Ek Ratanaruang Moolaadé – Bann der Hoffnung von Ousmane Sembène The Return – Die Rückkehr von Andrei Swjaginzew       |
| 2006 | Capote | Bennett Miller                              | 2046 von Wong Kar-Wai Die besten Jahre von Marco Tullio Giordana Brokeback Mountain von Ang Lee Ich und Du und Alle, die wir kennen von Miranda July Mysterious Skin – Unter die Haut von Gregg Araki                                                       |
| 2007 | Caché | Michael Haneke                              | Mexican Kids – Temporada de patos von Fernando Eimbcke Half Nelson von Ryan Fleck Inland Empire von David Lynch Shortbus von John Cameron Mitchell Sorry, Haters von Jeff Stanzler                                                                          |
| 2008 | Once | John Carney                                 | Linda Linda Linda von Nobuhiro Yamashita Das Leben der Anderen von Florian Henckel von Donnersmarck No Country for Old Men von Ethan und Joel Coen Protagonist von Jessica Yu There Will Be Blood von Paul Thomas Anderson                                  |
| 2009 | Auf der anderen Seite                                                                                            | Fatih Akın                                  | 4 Monate, 3 Wochen und 2 Tage von Cristian Mungiu Happy-Go-Lucky von Mike Leigh So finster die Nacht von Tomas Alfredson My Winnipeg von Guy Maddin |
| 2010 | Tödliches Kommando – The Hurt Locker                                                                             | Kathryn Bigelow                             | 35 Rum von Claire Denis Bad Lieutenant – Cop ohne Gewissen von Werner Herzog Aruitemo aruitemo von Hirokazu Koreeda Das weiße Band – Eine deutsche Kindergeschichte von Michael Haneke                                                                      |
| 2011 | Winter’s Bone | Debra Granik                                | I Killed My Mother von Xavier Dolan Jack Goes Boating von Philip Seymour Hoffman The King’s Speech von Tom Hooper Mother von Bong Joon-ho Undertow von Javier Fuentes-León                                                                                  |
| 2012 | The Artist | Michel Hazanavicius                         | Another Year von Mike Leigh Pariah von Dee Rees Poetry von Lee Chang-dong Weekend von Andrew Haigh |
| 2013 | The Perks of Being a Wallflower                                                                                  | Stephen Chbosky                             | Beasts of the Southern Wild von Benh Zeitlin Bullhead von Michaël R. Roskam Monsieur Lazhar von Philippe Falardeau Tyrannosaur von Paddy Considine |
| 2014 | Le passé – Das Vergangene                                                                                        | Asghar Farhadi                              | The Act of Killing von Joshua Oppenheimer Frances Ha von Noah Baumbach Jagten von Thomas Vinterberg Paradies: Glaube von Ulrich Seidl Short Term 12 von Destin Cretton                                                                                      |
| 2015 | Boyhood | Richard Linklater                           | Birdman oder (Die unverhoffte Macht der Ahnungslosigkeit) von Alejandro González Iñárritu Oh Boy von Jan-Ole Gerster Ida von Paweł Pawlikowski Like Father, Like Son von Hirokazu Koreeda Mommy von Xavier Dolan                                            |
| 2016 | Spotlight | Tom McCarthy                                | The Assassin von Hou Hsiao-Hsien The Duke of Burgundy von Peter Strickland Girlhood von Céline Sciamma Tangerine L.A. von Sean Baker Timbuktu von Abderrahmane Sissako Underdog von Kornél Mundruczó Wild Tales – Jeder dreht mal durch! von Damián Szifron |
| 2017 | Moonlight | Barry Jenkins                               | Die Taschendiebin von Park Chan-wook Little Men von Ira Sachs Manchester by the Sea von Kenneth Lonergan Mountains May Depart von Jia Zhangke Unsere kleine Schwester von Hirokazu Koreeda                                                                  |
| 2018 | Call Me by Your Name                                                                                             | Luca Guadagnino                             | I, Tonya von Craig Gillespie Little Boxes von Rob Meyer Paterson von Jim Jarmusch After the Storm von Hirokazu Koreeda |
| 2019 | Shoplifters – Familienbande                                                                                      | Hirokazu Koreeda                            | Burning von Lee Chang-dong Leave No Trace von Debra Granik Madeline’s Madeline von Josephine Decker Suspiria von Luca Guadagnino The Rider von Chloé Zhao                                                                                                   |
| 2020 | Parasite | Bong Joon-ho                                | Clemency von Chinonye Chukwu Gegen den Strom von Benedikt Erlingsson The Last Black Man in San Francisco von Joe Talbot The Mustang von Laure de Clermont-Tonnerre Und atmen Sie normal weiter von Ísold Uggadóttir                                         |
| 2021 | Porträt einer jungen Frau in Flammen                                                                             | Céline Sciamma                              | Als wir tanzten von Levan Akin First Cow von Kelly Reichardt Niemals Selten Manchmal Immer von Eliza Hittman Sound of Metal von Darius Marder |